# ブザム・カレッサー
ブザム・カレッサー（英: Bosom Caresser、英: Bosom Caresser Cocktail)は、ブランデーベースのカクテル。

## 概要
カクテル名は直訳すると「胸を愛撫する人」だが、「ひそかな抱擁」といった意味もある。
1921年に刊行されたハリー・マッケルホーンによる『ABC of Mixing Cocktails』には既に掲載されている。
『サヴォイ・カクテルブック』には「このカクテルはボビー・ジョーンズカクテルまたはフランシス・ウィメットカクテルと呼ばれるべきかもしれない」と脚注が記述されている。

## レシピの例
『サヴォイ・カクテルブック』記載のレシピを以下に挙げる。
材料
- 卵黄 - 1個分
- グレナデン・シロップ - 1tsp
- キュラソー - 1/3
- ブランデー - 2/3

作り方
1. 材料を全て十分にシェイクし、中型カクテルグラスに注ぐ。

『ABC of Mixing Cocktails』記載のレシピでは、キュラソーとブランデーがそれぞれ1/6でマデイラ・ワインが1/3となっている。